# 脈鱷屬
脈鱷屬（屬名：Venaticosuchus）是種三疊紀晚期的四足偽鱷類，是種中型掠食動物，身長可達約2公尺。牠們起初被認為是肉食龍下目（當時範圍包括暴龍）的祖先，然而現在被認為與鱷魚關係較近，離恐龍較遠。脈鱷是肉食性動物。

## 種
脈鱷屬目前只有一個種，模式種V. rusconii，生存於三疊紀晚期的阿根廷。

## 近親
脈鱷屬於鳥鱷科，鳥鱷科是群四足肉食性動物，但可以採二足方式行走，在三疊紀晚期分布廣泛。鳥鱷科目前已知的另外兩屬分別為鳥鱷、里約鱷。

## 外部連結
- RauisuchiformesPalaeo網站